# ستيف بوكس
ستيف بوكس (بالإنجليزية: Steve Box)‏ هو مخرج ورسام رسوم متحركة وكاتب سيناريو ومخرج بريطاني، ولد في 23 يناير 1967 في برستل في المملكة المتحدة.

## وصلات خارجية
- ستيف بوكس على موقع IMDb (الإنجليزية)
- ستيف بوكس على موقع ميوزك برينز (الإنجليزية)
- ستيف بوكس على موقع قاعدة بيانات الفيلم (الإنجليزية)
- ستيف بوكس على موقع كينوبويسك (الروسية)